# Piotr Skiba
Leszek Piotr Skiba (ur. 4 maja 1954 w Kaliszu) – polski aktor teatralny i filmowy, scenograf, a także twórca kostiumów do spektakli Krystiana Lupy.

## Życiorys
Absolwent Wydziału Aktorskiego Państwowej Wyższej Szkoły Filmowej, Telewizyjnej i Teatralnej im. Leona Schillera w Łodzi (1978), gdzie studiował na roku m.in. z Bożeną Stryjkówną, Elżbietą Piwek, Bogusławą Pawelec, Jackiem Komanem, Andrzejem Szczytko, Jacentym Jędrusikiem i Mariuszem Wojciechowskim. 2 lipca 1977 miał miejsce jego debiut teatralny w roli syna, w Życiu człowieka Leonida Andriejewa w reżyserii Krystiana Lupy na scenie Teatru im. C.K. Norwida w Jeleniej Górze, wystąpił tam także w roli Tarkwiniusza w Nadobnisiach i koczkodanach, czyli Zielonej Pigułce w reżyserii Lupy.
Był aktorem: Teatru im. Cypriana Kamila Norwida w Jeleniej Górze (1977-80), Narodowego Starego Teatru im. Heleny Modrzejewskiej w Krakowie (1980-1998), Teatru Dramatycznego im. Gustawa Holoubka w Warszawie (1998-2012) oraz Teatru Polskiego we Wrocławiu (2013–2016). Ponadto współpracował z Teatrem Groteska w Krakowie (1991), Teatrem Bagatela im. Tadeusza Boya-Żeleńskiego w Krakowie (1996), Teatrem Rozmaitości w Warszawie (2012) oraz Nowym Teatrem w Warszawie (2017).
Wystąpił w ponad stu rolach teatralnych w spektaklach takich reżyserów jak Henryk Tomaszewski, Grzegorz Mrówczyński, Jerzy Jarocki, Tadeusz Bradecki, Andrzej Wajda, Agnieszka Glińska, Henryk Baranowski, Paweł Miśkiewicz i Kazimierz Kutz. Do jego najbardziej znanych ról teatralnych należą kreacje w spektaklach opartych na twórczości Thomasa Bernharda, między innymi Ludwik Voss w Rodzeństwie (1996), Franz Josef Murau w Auslöschung / Wymazywaniu (2001), Wydawca w Na szczytach panuje cisza (2006) oraz Thomas w Wycince Holzfällen (2014).
Jako twórca kostiumów współpracował z Krystianem Lupą przy realizacjach w Odeon Heroda Attyka w Atenach (2004),  Dusseldorfes Schauspielhaus (2005), American Repertory Theatre (2005), Theater in der Wien (2006), Teatro de la Abadía Madryt (2010), Teatrem Vidy-Lausanne (2011), Teatrem Łaźnia Nowa w Krakowie (2015) oraz Litewskim Narodowym Teatrem Dramatycznym w Wilnie (2015). Wystąpił w kilkudziesięciu rolach w spektaklach Teatru Telewizji.
Wieloletnim partnerem Skiby jest reżyser Krystian Lupa.

## Filmografia
- 1978: Zielona miłość jako pilot Wojtek, pacjent w szpitalu
- 1986: Blisko, coraz bliżej jako Bolek Pasternik, syn Pauliny i Tomasza (odc. 12-14)
- 1988: Kornblumenblau jako Włodek
- 1990: Historia niemoralna jako Krzyś, syn żony ojca Ewy
- 1990: Pożegnanie jesieni jako Żelisław Smorski
- 1996: Odwiedź mnie we śnie jako naczelnik w niebie
- 2010: Ojciec Mateusz jako Andrzej Szulc (odc. 51)
- 2015: Córki dancingu jako Delfin
- 2018: Fuga jako Michał

## Nagrody
- 1981 – Srebrna Iglica
- 2008 – Kraków – I Międzynarodowy Festiwal Teatrów BOSKA KOMEDIA – nagroda w kategorii „najlepszy aktor” za rolę Andy’ego Warhola w przedstawieniu „Factory 2” w reż. Krystiana Lupy – „w uznaniu pełnego wczucia się w ikonę popu, Andy’ego Warhola i równie subtelne co głębokie przedstawienia go"
- 2009 – Gdynia – 34. Festiwal Polskich Filmów Fabularnych – Konkurs Młodego Kina – wyróżnienie honorowe za rolę w filmie „Echo” w reżyserii Magnusa von Horna[7]
- 2009 – Kraków – II Międzynarodowy Festiwal Teatralny Boska Komedia – Boski Komediant za najlepszą rolę męską – za rolę w przedstawieniu „Persona. Merlin” z Teatru Dramatycznego w Warszawie – „za ukazanie patologii pasożytniczego entourage'u"
- 2014 – Kraków – VII Międzynarodowy Festiwal Teatralny Boska Komedia – najlepszy aktor w „Wycinka, HOLZFÄLLEN”, za rolę satyrycznego obserwatora zarażającego pasją zarówno aktorów, jak i widzów[8]
- 2015 – Warszawa – XXXV Warszawskie Spotkania Teatralne – najlepszy aktor według serwisu Teatr dla Was[9].